# جان باتلر
جان باتلر (بالإنجليزية: Jean Butler)‏ هي راقصة ومصممة رقص وممثلة أمريكية، ولدت في 14 مارس 1971 في الولايات المتحدة.

## وصلات خارجية
- جان باتلر على موقع IMDb (الإنجليزية)
- جان باتلر على موقع ميوزك برينز (الإنجليزية)
- جان باتلر على موقع أول موفي (الإنجليزية)
- جان باتلر على موقع قاعدة بيانات الفيلم (الإنجليزية)
- جان باتلر على موقع كينوبويسك (الروسية)